# Polyxylon
Polyxylon Read y Campbell 1939 es un género de Pteridophyta conocido a partir de unos pocos restos fósiles localizados en yacimientos del Devónico Superior al Carbonífero Inferior de Estados Unidos y Australia. Aunque muy parciales los restos de las dos especies reconocidas para el género presentan una estructura en su cilindro vascular muy peculiar que permite situar a Polyxylon dentro de las Cladoxylopsidas, si bien la arquitectura de su talo no ha podido ser descrita.

## Morfología
Los restos fósiles asignados al género Polyxylon son escasos y muy fraccionarios. Los primeros en ser conocidos se corresponden a la especie Polyxylon elegans, un corto tallo de entre 5 y 8 mm de diámetro de un yacimiento de Indiana (EE. UU.). Posteriormente se localizaron varios tallos de entre 10 y 25 mm de diámetro y un máximo de 30 cm de longitud en Nueva Gales del Sur (Australia) que fueron nombradas como Polyxylon australe. Ambas especies presentan una anatomía en su cilindro vascular similar a otros representantes de Cladoxylopsida.
Ambas especies están caracterizadas por poseer un sistema vascular con un xilema exarco radial cuyos brazos contactan en la zona basal y dicotomizan en sus extremos y un protoxilema exarco. El córtex está formado por células elongadas con paredes delgadas y amplios espacios intercelulares. El xilema secundario en los restos conocidos está ausente o no conservado.
Los primeros fósiles conocidos no presentaban ramificaciones ni ningún tipo de órgano accesorio en sus tallos sin embargo un ejemplar más completo aparecido en Barraba (Nueva Gales del Sur, Australia) en 2007 mostraba que este vegetal poseía ramificaciones localizadas en verticilos separados por un largo internudo. Estos verticilos estarían formados por entre 9 y 10 ramificaciones de simetría bilateral. Ramificaciones similares aunque de inserción no verticilada están presentes en los géneros coetáneos Pietzschia, Cladoxylon y Panxia. Por lo que ha podido observarse estas ramificaciones de primer orden poseían una estela exarca a nivel del nudo y un cilindro de protoxilema mesarco.
Atendiendo a la morfología del sistema vascular inicialmente estos restos fueron interpretados como secciones basales no fotosintéticas de tallos erectos de pequeño tamaño, similares al que presentan otras cladoxylópsidas, y se suponía que debían sustentar un penacho o corona de ramificaciones como lo hacen estas. Sin embargo tras el descubrimiento y estudio detallado de otro vegetal contemporáneo perteneciente a la misma clase, Pietzschia, ha podido saberse que el tipo de organización que exhiben los restos de Polyxylon, especialmente la maduración exarca del xilema, era también común en raíces, sobre todo en raíces aéreas por lo que no puede afirmarse que todos los restos de Polyxylon se correspondan con tallos. Considerando además que se han identificado ramificaciones en algunos ejemplares puede concluirse que la arquitectura general de este organismo permanece aún desconocida.